# Eleição presidencial no Brasil em 1969
A eleição presidencial brasileira de 1969 foi a vigésima eleição presidencial do país e a terceira do regime militar. Ocorreu de forma indireta, através de votação no Congresso Nacional.

## Contexto histórico
Artur Costa e Silva, assumiu a presidência no dia 15 de março de 1967, após vencer a eleição indireta que foi disputada em 1966 e do qual ele foi o único candidato. A vitória de Costa e Silva para assumir a presidência foi resultado de uma campanha no interior do próprio Exército de um grupo (chamado de Linha Dura) para que o aparato de repressão do Regime aumentasse. Na juventude Artur participou do movimento tenentista, momento em que foi preso. Ademais, participou também da Revolução Constitucionalista de 1932, em São Paulo.
O governo de seu antecessor, Castelo Branco, é erroneamente enxergado como um momento de pouca repressão, mas, na verdade, estudos recentes mostram que se tratou de um período de transição no qual o aparato repressivo era estabelecido de uma maneira que não causasse ruptura do regime com a sociedade civil. Ainda assim, Castelo Branco se viu pressionado pelas Forças Armadas a deixar o poder, e a transição foi realizada com a indicação de Costa e Silva. Durante o processo de transição em que Costa e Silva era apontado como sucessor de Castelo Branco, o discurso proferido por Costa e Silva afirmava a necessidade de restabelecer a democracia no Brasil, por isso o marechal foi visto por muitos grupos da sociedade como uma esperança de liberalização/democratização do regime.
Apesar do discurso, o governo Costa e Silva consolidou a transição do Regime para uma Ditadura, ampliando o aparato repressor do movimento, perseguindo movimentos estudantis e operários. Como resistência ao regime militar surgiam diversos grupos de militantes de esquerda que atuavam clandestinamente. Esses grupos promoviam atividades de guerrilha no interior do país e mesmo nas cidades. Em 26 de junho de 1968, ocorreu em São Paulo, uma ação da Vanguarda Popular Revolucionária que lançou um carro-bomba contra um quartel general, em São Paulo. Também assassinou em 26 de junho de 1968 o soldado Mário Kozel Filho, em um atentado ao Quartel General do II Exército, em São Paulo. Nesse mesmo ano, as manifestações de rua ampliaram-se. Em 28 de março de 1968, o estudante Edson Luís foi morto em confronto com a polícia na Passeata dos Cem Mil, no Rio de Janeiro. A oposição ao regime tornou-se evidente. Assim, Costa e Silva convocou o Conselho de Segurança Nacional, em dezembro de 1968, e promulgou o Ato Institucional n° 5 que previa o fechamento do Parlamento e a cassação de mandatos políticos.
Embora tenham assumido um caráter de resistência ao regime, os grupos mais proeminentes que integraram a luta armada não tinham como objetivo o retorno à ordem democrática anterior ao golpe militar, mas sim a realização de uma revolução socialista no Brasil, inspirando-se na Revolução Chinesa e na Revolução Cubana. Apesar de algumas ações realizadas entre 1965 e 1967, o confrontamento aprofundou-se após a proclamação do Ato Institucional nº 5 (AI-5) em 1968 e, com o acirramento do autoritarismo do regime militar, diversas organizações se convenceram de que somente o recurso às armas poderia derrubar a ditadura militar.
Em resposta, o governo militar estabeleceu forças de repressão pelo DOI-Codi (Destacamento de Operações de Informação – Centro de Operações de Defesa Interna) e da Operação Bandeirante, que recebia financiamento de empresas privadas para a prisão, tortura e a morte daqueles que ameaçassem a Ditadura Militar. 
No campo político, uma das demonstrações mais consideráveis de oposição ao regime deu-se com o rompimento daqueles que haviam defendido o Golpe de 1964 e, consequentemente, a ditadura. Um nome de destaque nesse sentido foi o de Carlos Lacerda, grande conservador brasileiro e ardoroso defensor do golpe.
Carlos Lacerda rompeu com a ditadura em decorrência da suspensão da eleição presidencial de 1965 e da cassação de seus direitos políticos em 1966. Com isso, ele criou a Frente Ampla, grupo de oposição que defendia a continuidade do desenvolvimento econômico do país e o retorno da democracia ao Brasil. A Frente Ampla também contou com o apoio dos ex-presidentes Juscelino Kubitschek e João Goulart, mas o governo proibiu, em 1968, sua atuação.
Outro movimento de oposição que atuou de maneira consistente durante um certo período do governo de Artur Costa e Silva foi o movimento operário. O congelamento salarial implementado a partir de 1964 teve forte impacto sobre a renda dos trabalhadores. A continuidade dessa situação levou a duas importantes greves no país: uma em Minas Gerais e outra em São Paulo. A greve em Minas começou em abril de 1968, em uma siderúrgica instalada em Contagem (região metropolitana de BH). O movimento pegou o governo de surpresa e mobilizou cerca de 16 mil trabalhadores. O governo foi obrigado a negociar e aceitou reajustar os salários em 10%, mas ainda assim houve repressão, com prisão de trabalhadores e ocupação da cidade de Contagem. Três meses depois, outra greve estourou em Osasco, no estado de São Paulo, e foi iniciada com 10 mil trabalhadores cruzando os braços. Dessa vez, o governo não negociou e a repressão foi duríssima: a cidade foi ocupada, com centenas de trabalhadores presos, e as lideranças sindicais precisaram desaparecer na clandestinidade. A repressão do governo fez com que o movimento operário adormecesse durante uma década.
O Congresso Nacional, transformado em Assembleia Nacional Constituinte mas com os parlamentares eleitos pelo povo e que faziam oposição a situação política afastados (devido a cassações de mandatos e perseguições políticas), elaborou, sob pressão dos militares, uma nova Constituição, de caráter semi-outorgada, que buscou legalizar e institucionalizar o regime militar de 1964, abandonando sua fachada democrática e formalizando uma ditadura militar. 
Após isso o Congresso Nacional foi fechado devido a edição do Ato Institucional 5 (AI-5), em 13 de dezembro de 1968. Isso resultou na perda de mandatos de parlamentares contrários aos militares, intervenções ordenadas pelo presidente nos municípios e estados e também na suspensão de quaisquer garantias constitucionais que eventualmente resultaram na institucionalização da tortura, comumente usada como instrumento pelo Estado.. Evidentemente, o decreto veio na esteira de ações e declarações de um grupo, conhecido dentro dos militares como linha-dura, que não queria devolver o poder aos civis. Em outras palavras, era mais um pretexto para implementar medidas recomendadas por este grupo desde julho de 1968. Ele foi o instrumento que faltava para a Ditadura, focada na figura do presidente, acabar com os direitos políticos de dissidentes e intervir nos municípios e estados. Sua primeira medida foi o fechamento do Congresso Nacional até 21 de outubro de 1969.
Com o AI-5 foram fechados o Congresso Nacional, as assembleias legislativas e as câmaras municipais. Além disso, houve a cassação dos mandatos legislativos, executivos, federais, estaduais e municipais. Diversos tipos de torturas foram realizados aos militares e civis que estivessem contra o governo.
A política econômica praticada durante o governo Costa e Silva rompeu, em certa medida, com a que havia sido praticada pelo governo Castelo Branco. A austeridade foi substituída por um projeto desenvolvimentista alinhado a outros interesses ideológicos. A política desenvolvimentista de Costa e Silva visava a estabilizar o crescimento industrial a longo prazo, assim como planejava estimular o consumo e o investimento público.
Essa política econômica deu origem ao que ficou convencionado como “milagre econômico”, ocorrido no período de 1968 a 1973. O “milagre econômico” caracterizou-se por um período de rápido aquecimento da economia e de crescimento econômico. A média de crescimento da economia durante esse período foi de 11%.
Durante os anos do governo de Costa e Silva, os resultados logo se fizeram perceber, e, em 1968, o PIB brasileiro cresceu 11,2%, enquanto que, em 1969, o crescimento havia sido de 10%. Apesar do desenvolvimento expressivo da economia, o milagre econômico também foi marcado pelo crescimento da desigualdade social e pela disparada da dívida externa brasileira.
Sofrendo de um quadro grave de trombose cerebral e posterior afastamento da presidência da república, presidente Costa e Silva veio a falecer em 17 de dezembro de 1969, devido às consequências do Acidente Vascular Cerebral que sofreu em 31 de agosto. Seu sucessor deveria ter sido o vice-presidente da República, o jurista civil Pedro Aleixo, este foi impedido de forma inconstitucional a assumir o cargo por uma junta militar presidida por Augusto Rademaker. ministro da Marinha; a Câmara dos Deputados e o Senado Federal foram reabertos para eleger os novos presidente e vice-presidente da República, sob a égide do AI-16.
Todas as eleições durante o regime militar elegeram candidatos militares do partido da Aliança Renovadora Nacional (ARENA), porém durante as eleições de candidatos militares da linha-dura (1966 e 1969) não houve outros candidaturas, sendo uma "eleição" de chapa única.

## Votação
Definida a preferência nos meios militares pelo General Emílio Garrastazú Médici e do vice Augusto Rademaker (que, na prática, era o presidente interino, uma vez que era o líder da junta militar), os nomes foram homologados na convenção nacional da ARENA em 16 de outubro. A votação ocorreu às 15 horas de 25 de outubro de 1969 no Congresso Nacional, sob a presidência de Gilberto Marinho, que foi iniciada pelos membros do Senado. Houve breves discursos dos senadores Oscar Passos do MDB, Filinto Muller da ARENA e do deputado Paulo Brossard do MDB.

## Posse
Os eleitos foram empossados cinco dias depois, em 30 de outubro, às 10 horas, em sessão conjunta do Congresso Nacional. Na transmissão do cargo ocorrida em seguida no Palácio do Planalto, o próprio almirante Rademaker foi quem entregou a faixa presidencial ao presidente, por ser o líder da junta militar e por integrar a força militar mais antiga.
| Eleição para presidente do Brasil em 1969 | Eleição para presidente do Brasil em 1969 | Eleição para presidente do Brasil em 1969 | Eleição para presidente do Brasil em 1969 | Eleição para presidente do Brasil em 1969 | Eleição para presidente do Brasil em 1969 |
| Candidato a presidente                    | Candidato vice-presidente                 | Partido                                   | Câmara                                    | Senado                                    | Total                                     |
| ----------------------------------------- | ----------------------------------------- | ----------------------------------------- | ----------------------------------------- | ----------------------------------------- | ----------------------------------------- |
| Emílio Garrastazu Médici                  | Augusto Rademaker                         | ARENA                                     | 251                                       | 42                                        | 293                                       |
| Abstenções                                | Abstenções                                | Abstenções                                | 62                                        | 14                                        | 76                                        |